# Svensk mesterskab i ishockey 1951
Det svenske mesterskab i ishockey 1951 var det 28. svenske mesterskab i ishockey for mandlige klubhold. Mesterskabet havde deltagelse af 34 klubber og blev afviklet som en cupturnering i perioden 19. januar - 28. februar 1951.
Mesterskabet blev vundet af Hammarby IF, som blev svenske mestre for ottende gang i alt men for første gang siden 1945. I finalen vandt Hammarby IF med 3-2 over Södertälje SK under overværelse af 3.300 tilskuere på Östermalms idrottsplats i Stockholm. Hammarby IF bragte sig foran med 2-0 i første periode på mål af Hans Hjelm og Sven Ersson. I anden periode reducerede Tore Sundin til 1-2 for Södertälje SK, som i tredje periode fik udlignet til 2-2 ved Stig Carlsson. Östen Johansson afgjorde finalen med et heldigt mål til 3-2, som gled over mållinjen bag den liggende Södertälje SK-målmand, Arne "Brand-Johan" Johansson.
Hammarby IF var i SM-finalen for 14. gang i alt men for første gang siden 1945. Södertälje SK havde kvalificeret sig til slutkampen for 12. gang i alt, og det var ottende gang, at holdet måtte nøjes med sølvmedaljerne. De to hold havde tidligere mødtes i SM-finalerne i 1931 og 1944, hvor Södertälje SK vandt, samt i 1932, 1937, 1942 og 1945 med Hammarby IF som sejrherrer.

## Resultater

### Kvalifikationsrunde
| 19. januar | BK Forward - IK Sturehov          | 2–1  |
| 19. januar | Surahammars IF - IFK Västerås     | 5–2  |
| 20. januar | IFK Bofors - BK Kenty             | 9–1  |
| 21. januar | Skellefteå AIK - Tegs SK          | 1–0  |
| 24. januar | Wifsta/Östrands IF - IFK Nyland   | 11–1 |
| 24. januar | Ludvika FfI - Krylbo IF           | 4–2  |
| 24. januar | IK Stefa - Tranås AIF             | 5–2  |
| 27. januar | Sundbybergs IK - Atlas Diesels IF | 8–2  |
| 30. januar | IF Vesta - Nacka SK               | 2–3  |
| 31. januar | Ljusne AIK - Leksands IF          | 1–9  |

### Første runde
| 4. februar  | IK Stefa - IFK Norrköping          | 6–5 |
| 4. februar  | BK Forward - Tranebergs IF         | 3–5 |
| 7. februar  | Västerås IK - Surahammars IF       | 3–0 |
| 7. februar  | Piteå IF - Skellefteå AIK          | 5–6 |
| 8. februar  | IFK Bofors - Wifsta/Östrands IF    | 3–4 |
| 9. februar  | IK Huge - Ludvika FfI              | 4–2 |
| 9. februar  | Leksands IF - Gävle Godtemplare IK | 0–1 |
| 14. februar | Sundbybergs IK - Nacka SK          | 3–1 |

### Ottendedelsfinaler
| Dato        | Kamp                                  | Res. | Perioder      | Tilsk. | Spillested           |
| ----------- | ------------------------------------- | ---- | ------------- | ------ | -------------------- |
| 11. februar | Mora IK - Skellefteå AIK              | 3–5  |               |        |                      |
| 13. februar | Forshaga IF - UoIF Matteuspojkarna    | 6–1  |               |        |                      |
| 14. februar | Västerås IK - Hammarby IF             | 3–5  | 0-1, 1-2, 2-2 | 500    | Arosvallen, Västerås |
| 16. februar | IK Stefa - Tranebergs IF              | 4–6  |               |        |                      |
| 16. februar | Wifsta/Östrands IF - AIK              | 6–10 |               |        |                      |
| 16. februar | IK Göta - Sundbybergs IK              | 1–3  |               |        |                      |
| 18. februar | Djurgårdens IF - Gävle Godtemplare IK | 3–5  |               |        |                      |
| 18. februar | Södertälje SK - IK Huge               | 6–3  |               |        |                      |

### Kvartfinaler
| Dato        | Kamp                                 | Res. | Perioder      | Tilsk. | Spillested       |
| ----------- | ------------------------------------ | ---- | ------------- | ------ | ---------------- |
| 20. februar | Forshaga IF - Hammarby IF            | 1–2  | 0-1, 1-1, 0-0 | 830    | Ängevi, Forshaga |
| 22. februar | AIK - Sundbybergs IK                 | 7–3  |               |        |                  |
| 22. februar | Tranebergs IF - Gävle Godtemplare IK | 3–1  |               |        |                  |
| 23. februar | Södertälje SK - Skellefteå AIK       | 4–3  |               |        |                  |

### Semifinaler
| Dato        | Kamp                        | Res. | Perioder      | Tilsk. | Spillested               |
| ----------- | --------------------------- | ---- | ------------- | ------ | ------------------------ |
| 25. februar | Hammarby IF - Tranebergs IF | 3–1  | 1-0, 1-1, 1-0 | 500    | Östermalms IP, Stockholm |
| 25. februar | AIK - Södertälje SK         | 3–7  |               |        |                          |

### Finale
| Dato        | Kamp                        | Res. | Perioder      | Tilsk. | Spillested               |
| ----------- | --------------------------- | ---- | ------------- | ------ | ------------------------ |
| 28. februar | Hammarby IF - Södertälje SK | 3–2  | 2-0, 0-1, 1-1 | 3.300  | Östermalms IP, Stockholm |

## Spillere
Hammarby IF's mesterhold bestod af følgende spillere:
- Åke "Plutten" Andersson (6. SM-titel)
- Sven Ersson (1. SM-titel)
- Hans Hjelm (2. SM-titel)
- Rune "Bom-Bom" Johansson (1. SM-titel)
- Östen Johansson (2. SM-titel, heraf en titel som AIK-spiller)
- Charles "Chala" Larsson (1. SM-titel)
- Bror "Lulle" Pettersson (3. SM-titel)
- Rolf "Mackan" Pettersson (1. SM-titel)
- Göte "Geten" Westerberg (1. SM-titel)